# 阿贾伊·库马尔·萨罗杰

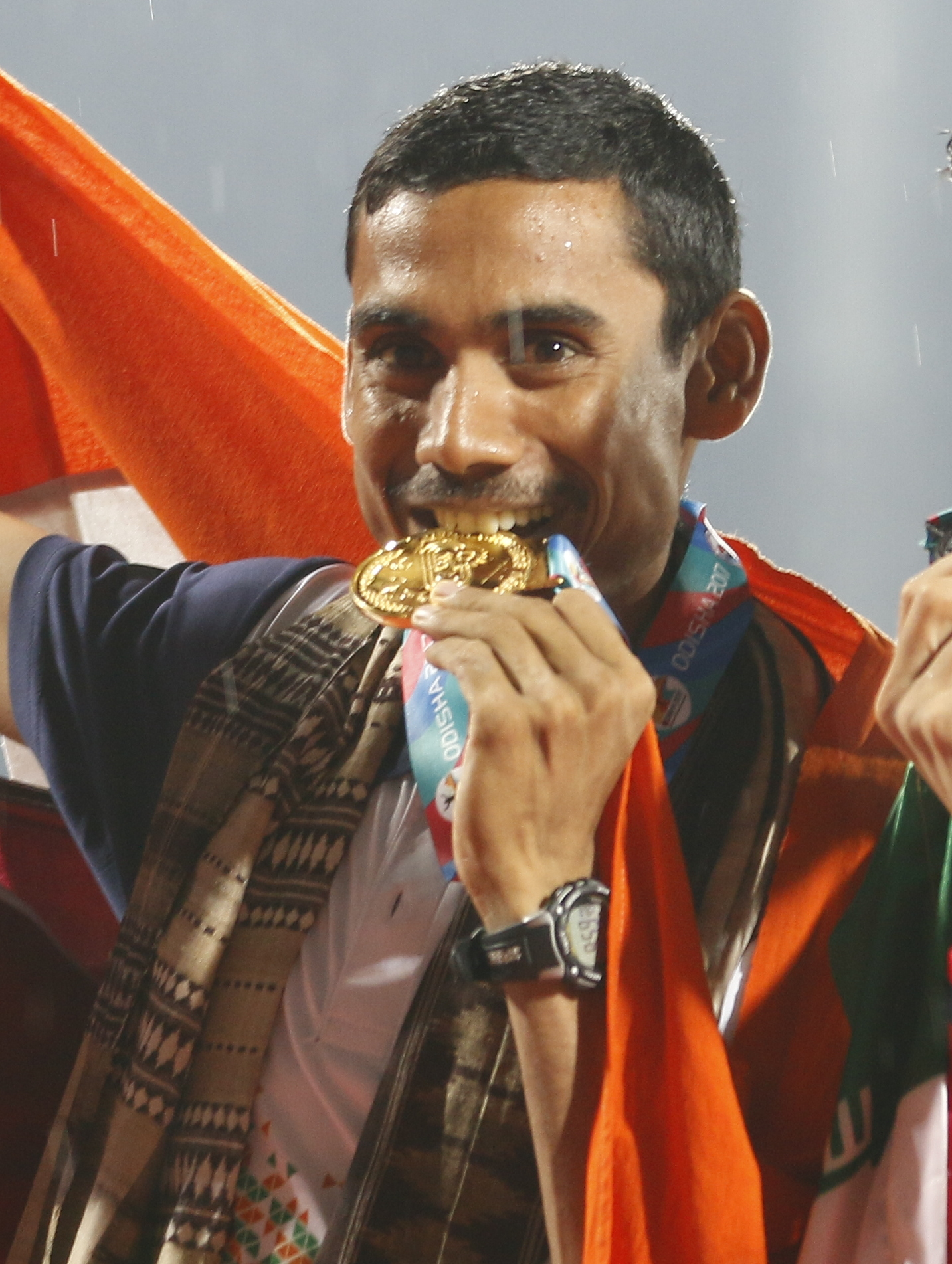
布巴内斯瓦尔举行的第22届亚洲田径锦标赛

阿贾伊·库马尔·萨罗杰（Ajay Kumar Saroj，1997年5月1日—）是一名印度中距离赛跑运动员。他在2016年南亚运动会和2017年亚洲田径锦标赛1500米项目上赢得金牌。
萨罗杰是三兄弟当中最年轻的，他还有三个姐妹。他的父亲是一名农夫而他的母亲是一位家庭主妇。他在15岁开始练习田径。